# Klubowe Mistrzostwa Świata w Piłce Nożnej 2025/Grupa E
Ten artykuł dotyczy trwającego lub niedawnego wydarzenia sportowego. Informacje w nim zamieszczone mogą się zmienić lub zdezaktualizować wraz z postępem zdarzenia. Początkowe doniesienia, wyniki lub statystyki mogą być niepewne. Ostatnie aktualizacje do tego artykułu mogą nie odzwierciedlać najbardziej aktualnych informacji.
W grupie E Klubowych Mistrzostw Świata w Piłce Nożnej 2025 znalazły się drużyny CA River Plate, CF Monterrey, Inter Mediolan i Urawa Red Diamonds. Mecze zostaną rozegrane w dniach od 17 do 25 czerwca 2024 na Lumen Field w Seattle oraz Rose Bowl Stadium w Los Angeles.

## Tabela
| Lp. | Drużyna                | M | Z | R | P | B+ | B– | +/– | Pkt | Kwalifikacja             |
| --- | ---------------------- | - | - | - | - | -- | -- | --- | --- | ------------------------ |
| 1   | Inter Mediolan (A)     | 3 | 2 | 1 | 0 | 5  | 2  | +3  | 7   | awans do fazy pucharowej |
| 2   | CF Monterrey (A)       | 3 | 1 | 2 | 0 | 5  | 1  | +4  | 5   | awans do fazy pucharowej |
| 3   | CA River Plate (E)     | 3 | 1 | 1 | 1 | 3  | 3  | 0   | 4   |                          |
| 4   | Urawa Red Diamonds (E) | 3 | 0 | 0 | 3 | 2  | 9  | −7  | 0   |                          |

## Mecze
Godziny rozgrywania meczów zostały podane według czasu środkowoeuropejskiego letniego (UTC+2).
Mecze ułożone w kolejności chronologicznej. Na podstawie:

### CA River Plate – Urawa Red Diamonds
| Mecz 10 17 czerwca 2025 21:00 CEST | CA River Plate · Colidio 12' · Driussi 48' · Meza 73' | 3:1(1:0)Raport | Urawa Red Diamonds · 58' (k) Matsuo | Lumen Field, Seattle Widzów: 11 974 Sędzia: Felix Zwayer |
|                                    |                                                       |                |                                     |                                                          |

| CA River Plate | Urawa Red Diamonds |

|                  | 1  | Franco Armani (c)      |       |     |
|                  | 4  | Gonzalo Montiel        |       |     |
|                  | 6  | Germán Pezzella        | 59'   |     |
|                  | 28 | Lucas Martínez Quarta  |       |     |
|                  | 21 | Marcos Acuña           | 58'   | 88' |
|                  | 24 | Enzo Pérez             | 24'   | 46' |
|                  | 26 | Nacho Fernández        |       | 46' |
|                  | 22 | Kevin Castaño          |       |     |
|                  | 30 | Franco Mastantuono     |       |     |
|                  | 15 | Sebastián Driussi      |       | 50' |
|                  | 11 | Facundo Colidio        |       | 74' |
| Zmiany:          |    |                        |       |     |
|                  | 25 | Conan Ledesma          |       |     |
|                  | 2  | Federico Gattoni       |       |     |
|                  | 5  | Matías Kranevitter     |       |     |
|                  | 7  | Matías Rojas           |       |     |
|                  | 8  | Maxi Meza              |       | 46' |
|                  | 9  | Miguel Borja           |       | 50' |
|                  | 10 | Manuel Lanzini         |       |     |
|                  | 14 | Leandro González Pírez |       |     |
|                  | 16 | Fabricio Bustos        |       |     |
|                  | 17 | Paulo Díaz             |       |     |
|                  | 18 | Pity Martínez          |       | 74' |
|                  | 20 | Milton Casco           |       | 88' |
|                  | 29 | Rodrigo Aliendro       |       |     |
|                  | 34 | Giuliano Galoppo       | 90+2' | 46' |
|                  | 38 | Ian Subiabre           |       |     |
| Trener:          |    |                        |       |     |
| Marcelo Gallardo |    |                        |       |     |

|               | 1  | Shūsaku Nishikawa    |     |     |
|               | 3  | Danilo Boza          |     |     |
|               | 4  | Hirokazu Ishihara    |     |     |
|               | 5  | Marius Høibråten (c) |     |     |
|               | 88 | Yōichi Naganuma      |     | 80' |
|               | 11 | Samuel Gustafson     | 34' | 87' |
|               | 25 | Kaito Yasui          |     | 80' |
|               | 77 | Takurō Kaneko        |     | 71' |
|               | 8  | Matheus Sávio        |     | 71' |
|               | 13 | Ryōma Watanabe       | 87' | 87' |
|               | 24 | Yūsuke Matsuo        |     |     |
| Zmiany:       |    |                      |     |     |
|               | 16 | Ayumi Niekawa        |     |     |
|               | 31 | Shun Yoshida         |     |     |
|               | 6  | Taishi Matsumoto     |     | 80' |
|               | 9  | Genki Haraguchi      |     | 87' |
|               | 10 | Shōya Nakajima       |     |     |
|               | 12 | Thiago Santana       |     | 71' |
|               | 14 | Takahiro Sekine      |     | 71' |
|               | 17 | Hiiro Komori         |     |     |
|               | 18 | Toshiki Takahashi    |     |     |
|               | 21 | Tomoaki Ōkubo        |     |     |
|               | 26 | Takuya Ogiwara       |     | 80' |
|               | 28 | Kenta Nemoto         |     |     |
|               | 35 | Rikito Inoue         |     |     |
|               | 39 | Junpei Hayakawa      |     |     |
|               | 41 | Rio Nitta            |     |     |
| Trener:       |    |                      |     |     |
| Maciej Skorża |    |                      |     |     |

Piłkarz meczu:
- Facundo Colidio (CA River Plate)

| - Sędziowie asystenci: - Robert Kempter - Christian Dietz - Sędzia techniczny: - Campbell-Kirk Kawana-Waugh - Sędzia VAR: - Bastian Dankert - Sędziowie asystenci VAR: - Ivan Bebek - Hamza Al-Fariq |

### CF Monterrey – Inter Mediolan
| Mecz 12 18 czerwca 2025 03:00 CEST | CF Monterrey · Ramos 25' | 1:1(1:1)Raport | Inter Mediolan · 42' Martínez | Rose Bowl Stadium, Los Angeles Widzów: 40 311 Sędzia: Wilton Sampaio |
|                                    |                          |                |                               |                                                                      |

| CF Monterrey | Inter Mediolan |

|                 | 1  | Esteban Andrada    |     |     |
|                 | 4  | Víctor Guzmán      |     |     |
|                 | 33 | Stefan Medina      |     |     |
|                 | 93 | Sergio Ramos (c)   |     |     |
|                 | 2  | Ricardo Chávez     |     | 58' |
|                 | 3  | Gerardo Arteaga    |     |     |
|                 | 8  | Óliver Torres      |     | 58' |
|                 | 10 | Sergio Canales     |     | 89' |
|                 | 30 | Jorge Rodríguez    | 45' |     |
|                 | 7  | Germán Berterame   |     | 78' |
|                 | 29 | Lucas Ocampos      |     | 89' |
| Zmiany:         |    |                    |     |     |
|                 | 22 | Luis Cárdenas      |     |     |
|                 | 5  | Fidel Ambríz       |     | 78' |
|                 | 6  | Nelson Deossa      |     | 58' |
|                 | 11 | Alfonso Alvarado   |     |     |
|                 | 14 | Érick Aguirre      |     | 58' |
|                 | 16 | Johan Rojas        |     | 89' |
|                 | 17 | Jesús Corona       |     |     |
|                 | 20 | Arturo González    |     |     |
|                 | 19 | Jordi Cortizo      |     | 89' |
|                 | 21 | Luis Reyes         |     |     |
|                 | 23 | Gustavo Sánchez    |     |     |
|                 | 31 | Roberto de la Rosa |     |     |
|                 | 32 | Tony Leone         |     |     |
|                 | 36 | Joaquín Moxica     |     |     |
|                 | 37 | Iker Fimbres       |     |     |
| Trener:         |    |                    |     |     |
| Domènec Torrent |    |                    |     |     |

|                | 1  | Yann Sommer           |       |     |
|                | 15 | Francesco Acerbi      |       |     |
|                | 28 | Benjamin Pavard       |       | 58' |
|                | 95 | Alessandro Bastoni    |       |     |
|                | 21 | Kristjan Asllani      | 61'   | 68' |
|                | 22 | Henrich Mychitarian   |       | 78' |
|                | 23 | Nicolò Barella        | 88'   |     |
|                | 30 | Carlos Augusto        |       | 68' |
|                | 36 | Matteo Darmian        |       |     |
|                | 10 | Lautaro Martínez (c)  | 90+5' |     |
|                | 70 | Sebastiano Esposito   |       | 58' |
| Zmiany:        |    |                       |       |     |
|                | 12 | Raffaele Di Gennaro   |       |     |
|                | 13 | Josep Martínez        |       |     |
|                | 40 | Alessandro Calligaris |       |     |
|                | 6  | Stefan de Vrij        |       |     |
|                | 8  | Petar Sučić           |       | 68' |
|                | 9  | Marcus Thuram         |       |     |
|                | 11 | Luis Henrique         |       | 58' |
|                | 32 | Federico Dimarco      |       | 68' |
|                | 42 | Tomás Palacios        |       |     |
|                | 45 | Valentín Carboni      |       |     |
|                | 48 | Gabriele Re Cecconi   |       |     |
|                | 49 | Giacomo De Pieri      |       |     |
|                | 52 | Thomas Berenbruch     |       |     |
|                | 58 | Matteo Cocchi         |       |     |
|                | 59 | Nicola Zalewski       |       | 78' |
| Trener:        |    |                       |       |     |
| Cristian Chivu |    |                       |       |     |

Piłkarz meczu:
- Sergio Ramos (CF Monterrey)

| - Sędziowie asystenci: - Bruno Boschilia - Bruno Pires - Sędzia techniczny: - Gustavo Tejera - Sędzia VAR: - Nicolás Gallo - Sędziowie asystenci VAR: - Juan Lara - Alejandro Hernández Hernández |

### Inter Mediolan – Urawa Red Diamonds
| Mecz 26 21 czerwca 2025 21:00 CEST | Inter Mediolan | –Raport | Urawa Red Diamonds | Lumen Field, Seattle |
|                                    |                |         |                    |                      |

### CA River Plate – CF Monterrey
| Mecz 28 22 czerwca 2025 03:00 CEST | CA River Plate | –Raport | CF Monterrey | Rose Bowl Stadium, Los Angeles |
|                                    |                |         |              |                                |

### Inter Mediolan – CA River Plate
| Mecz 43 26 czerwca 2025 03:00 CEST | Inter Mediolan | –Raport | CA River Plate | Lumen Field, Seattle |
|                                    |                |         |                |                      |

### Urawa Red Diamonds – CF Monterrey
| Mecz 44 25 czerwca 2025 03:00 CEST | Urawa Red Diamonds | –Raport | CF Monterrey | Rose Bowl Stadium, Los Angeles |
|                                    |                    |         |              |                                |

## Strzelcy

### 1 gol
- Facundo Colidio (CA River Plate)
- Sebastián Driussi (CA River Plate)
- Lautaro Martínez (Inter Mediolan)
- Maxi Meza (CA River Plate)
- Sergio Ramos (CF Monterrey)
- Yūsuke Matsuo (Urawa Red Diamonds)